# Seznam dílů seriálu Castle na zabití
Toto je seznam dílů seriálu Castle na zabití. Americký detektivní seriál Castle na zabití začala vysílala americká televizní stanice ABC v letech 2009–2016. Seriál čítá osm řad s celkovým počtem 173 dílů. V České republice premiérově vysílala první čtyři řady v letech 2010–2013 televize Prima, zbytek seriálu vysílala v letech 2013–2017 stanice Prima Love.

## Přehled řad
| Řada | Díly | Premiéra v USA | Premiéra v USA  | Premiéra v ČR      | Premiéra v ČR      |
| Řada | Díly | První díl      | Poslední díl    | První díl          | Poslední díl       |
| ---- | ---- | -------------- | --------------- | ------------------ | ------------------ |
| 1    | 10   | 9. března 2009 | 11. května 2009 | 8. září 2010       | 10. listopadu 2010 |
| 2    | 24   | 21. září 2009  | 17. května 2010 | 17. listopadu 2010 | 10. května 2011    |
| 3    | 24   | 20. září 2010  | 16. května 2011 | 18. ledna 2012     | 27. června 2012    |
| 4    | 23   | 19. září 2011  | 7. května 2012  | 5. září 2012       | 13. února 2013     |
| 5    | 24   | 24. září 2012  | 13. května 2013 | 29. srpna 2013     | 4. února 2014      |
| 6    | 23   | 23. září 2013  | 12. května 2014 | 22. července 2014  | 23. prosince 2014  |
| 7    | 23   | 29. září 2014  | 11. května 2015 | 7. července 2015   | 8. prosince 2015   |
| 8    | 22   | 21. září 2015  | 16. května 2016 | 25. října 2016     | 21. března 2017    |

## Přehled dílů

### První řada (2009)
| Č. v seriálu | Č. v řadě | Původní název                  | Český název          | Režie         | Scénář                                                              | Premiéra v USA  | Premiéra v ČR      |
| ------------ | --------- | ------------------------------ | -------------------- | ------------- | ------------------------------------------------------------------- | --------------- | ------------------ |
| 1            | 1         | Flowers for Your Grave         | Květiny na tvůj hrob | Rob Bowman    | Andrew W. Marlowe                                                   | 9. března 2009  | 8. září 2010       |
| 2            | 2         | Nanny McDead                   | Mrtvá chůva          | John Terlesky | Barry Schindel                                                      | 23. března 2009 | 22. září 2010      |
| 3            | 3         | Hedge Fund Homeboys            | Ruská ruleta         | Rob Bowman    | David Grae                                                          | 23. března 2009 | 22. září 2010      |
| 4            | 4         | Hell Hath No Fury              | Za vším hledej ženu  | Rob Bowman    | Andrew W. Marlowe                                                   | 30. března 2009 | 29. září 2010      |
| 5            | 5         | A Chill Goes Through Her Veins | Ledová královna      | Bryan Spicer  | Charles Murray                                                      | 6. dubna 2009   | 6. října 2010      |
| 6            | 6         | Always Buy Retail              | Nekupujte padělky    | Jamie Babbit  | Gabrielle Stanton a Harry Werksman                                  | 13. dubna 2009  | 13. října 2010     |
| 7            | 7         | Home Is Where the Heart Stops  | Sběratelé šperků     | Dean White    | Will Beall                                                          | 20. dubna 2009  | 20. října 2010     |
| 8            | 8         | Ghosts                         | Duchové              | Bryan Spicer  | Moira Kirland                                                       | 27. dubna 2009  | 27. října 2010     |
| 9            | 9         | Little Girl Lost               | Ztracené děvčátko    | John Terlesky | Elizabeth Davis                                                     | 3. srpna 2010   | 3. listopadu 2010  |
| 10           | 10        | A Death in the Family          | Vražedná identita    | Bryan Spicer  | námět: Andrew W. Marlowe a Barry Schindel scénář: Andrew W. Marlowe | 11. května 2009 | 10. listopadu 2010 |

### Druhá řada (2009–2010)
| Č. v seriálu | Č. v řadě | Původní název                    | Český název                | Režie              | Scénář                                                         | Premiéra v USA     | Premiéra v ČR      |
| ------------ | --------- | -------------------------------- | -------------------------- | ------------------ | -------------------------------------------------------------- | ------------------ | ------------------ |
| 11           | 1         | Deep in Death                    | Bílý kůň                   | Rob Bowman         | Andrew W. Marlowe                                              | 21. září 2009      | 17. listopadu 2010 |
| 12           | 2         | The Double Down                  | Dvojí výzva                | Rob Bowman         | David Grae                                                     | 28. září 2009      | 24. listopadu 2010 |
| 13           | 3         | Inventing the Girl               | Tvář módního týdne         | Dwight Little      | Moira Kirland                                                  | 25. října 2009     | 1. prosince 2010   |
| 14           | 4         | Fool Me Once…                    | Nekonečná identita         | Bryan Spicer       | Alexi Hawley                                                   | 12. října 2009     | 8. prosince 2010   |
| 15           | 5         | When the Bough Breaks            | Příběh Elišky z Čech       | John Terlesky      | René Echevarria                                                | 19. října 2009     | 15. prosince 2010  |
| 16           | 6         | Vampire Weekend                  | Upíří víkend               | Karen Gaviola      | Terri Miller                                                   | 26. října 2009     | 5. ledna 2011      |
| 17           | 7         | Famous Last Words                | Labutí píseň               | Rob Bowman         | Jose Molina                                                    | 2. listopadu 2009  | 12. ledna 2011     |
| 18           | 8         | Kill the Messanger               | Poslíček smrti             | Jonathan Frakes    | Terence Paul Winter                                            | 9. listopadu 2009  | 19. ledna 2011     |
| 19           | 9         | Love Me Dead                     | Miluj mě k smrti           | Bryan Spicer       | Alexi Hawley                                                   | 16. listopadu 2009 | 26. ledna 2011     |
| 20           | 10        | One Man's Treasure               | Poklad mrtvého muže        | Helen Shaver       | Elizabeth Davis                                                | 23. listopadu 2009 | 2. února 2011      |
| 21           | 11        | The Fifth Bullet                 | Pátá kulka                 | John Terlesky      | David Grae                                                     | 7. prosince 2009   | 9. února 2011      |
| 22           | 12        | A Rose for Everafter             | Navěky družičkou           | Bryan Spicer       | námět: Alexi Hawley scénář: Terri Miller a Terence Paul Winter | 11. ledna 2010     | 16. února 2011     |
| 23           | 13        | Sucker Punch                     | Rána pod pás               | Tom Wright         | Will Beall                                                     | 18. ledna 2010     | 23. února 2011     |
| 24           | 14        | The Third Man                    | Ten třetí                  | Rosemary Rodriguez | Terence Paul Winter                                            | 25. ledna 2010     | 2. března 2011     |
| 25           | 15        | Suicide Squeeze                  | Cuba Libre                 | David Barrett      | Jose Molina                                                    | 8. února 2010      | 9. března 2011     |
| 26           | 16        | The Mistress Always Spanks Twice | Domina vždy plácne dvakrát | Tom Wright         | Kate Sargeant                                                  | 8. března 2010     | 16. března 2011    |
| 27           | 17        | Tick, Tick, Tick…                | Nikki bude hořet           | Bryan Spicer       | Moira Kirland                                                  | 22. března 2010    | 23. března 2011    |
| 28           | 18        | Boom!                            | Vražda jako předloha       | John Terlesky      | Elizabeth Davis                                                | 29. března 2010    | 30. března 2011    |
| 29           | 19        | Wrapped Up in Death              | Prastará kletba            | Bill Roe           | Alexi Hawley                                                   | 5. dubna 2010      | 6. dubna 2011      |
| 30           | 20        | The Late Shaft                   | Vražedná sledovanost       | Bryan Spicer       | David Grae                                                     | 12. dubna 2010     | 13. dubna 2011     |
| 31           | 21        | Den of Thieves                   | Špinavý polda              | John Terlesky      | Will Beall                                                     | 19. dubna 2010     | 20. dubna 2011     |
| 32           | 22        | Food to Die For                  | Na nože                    | Ron Underwood      | Terri Miller                                                   | 3. května 2010     | 27. dubna 2011     |
| 33           | 23        | Overkill                         | Jedna vražda nestačí       | John Terlesky      | René Echevarria                                                | 10. května 2010    | 4. května 2011     |
| 34           | 24        | A Deadly Game                    | Smrtelná hra               | Rob Bowman         | Andrew W. Marlowe                                              | 17. května 2010    | 10. května 2011    |

### Třetí řada (2010–2011)
| Č. v seriálu | Č. v řadě | Původní název                          | Český název                     | Režie             | Scénář              | Premiéra v USA     | Premiéra v ČR   |
| ------------ | --------- | -------------------------------------- | ------------------------------- | ----------------- | ------------------- | ------------------ | --------------- |
| 35           | 1         | A Deadly Affair                        | Smrtelná známost                | Rob Bowman        | Andrew W. Marlowe   | 20. září 2010      | 18. ledna 2012  |
| 36           | 2         | He's Dead, She's Dead                  | On mrtvý, ona mrtvá             | John Terlesky     | Moira Kirland       | 27. září 2010      | 21. ledna 2012  |
| 37           | 3         | Under the Gun                          | Lovci pokladů                   | Bryan Spicer      | Alexi Hawley        | 4. října 2010      | 1. února 2012   |
| 38           | 4         | Punked                                 | Subkultura                      | Rob Bowman        | David Grae          | 11. října 2010     | 8. února 2012   |
| 39           | 5         | Anatomy of a Murder                    | Anatomie jedné vraždy           | John Terlesky     | Terence Paul Winter | 18. října 2010     | 15. února 2012  |
| 40           | 6         | 3XK                                    | Trojitý vrah                    | Bill Roe          | David Amann         | 25. října 2010     | 22. února 2012  |
| 41           | 7         | Almost Famous                          | Málem slavný                    | Félix Alcalá      | Elizabeth Davis     | 1. listopadu 2010  | 29. února 2012  |
| 42           | 8         | Murder Most Fowl                       | Vrah na videu                   | Bryan Spicer      | Matt Pyken          | 8. listopadu 2010  | 7. března 2012  |
| 43           | 9         | Close Encounters of the Murderous Kind | Blízká setkání vražedného druhu | Bethany Rooney    | Shalisha Francis    | 15. listopadu 2010 | 14. března 2012 |
| 44           | 10        | Last Call                              | Poslední láhev                  | Bryan Spicer      | Scott Williams      | 6. prosince 2010   | 21. března 2012 |
| 45           | 11        | Nikki Heat                             | Nikki Heatová                   | Jeff Bleckner     | David Grae          | 3. ledna 2011      | 28. března 2012 |
| 46           | 12        | Poof! You're Dead                      | Kouzla a čáry                   | Millicent Shelton | Terri Miller        | 10. ledna 2011     | 4. dubna 2012   |
| 47           | 13        | Knockdown                              | Uzemnění                        | Tom Wright        | Will Beall          | 24. ledna 2011     | 11. dubna 2012  |
| 48           | 14        | Lucky Stiff                            | Smolné štěstí                   | Emile Levisetti   | Alexi Hawley        | 7. února 2011      | 18. dubna 2012  |
| 49           | 15        | The Final Nail                         | Poslední hřebíček               | John Terlesky     | Moira Kirland       | 14. února 2011     | 25. dubna 2012  |
| 50           | 16        | Setup                                  | Bomba                           | Rob Bowman        | David Amann         | 21. února 2011     | 2. května 2012  |
| 51           | 17        | Countdown                              | Odpočítávání                    | Bill Roe          | Andrew W. Marlowe   | 28. února 2011     | 9. května 2012  |
| 52           | 18        | One Life to Lose!                      | Se sekerou v zádech             | David M. Barrett  | Elizabeth Davis     | 21. března 2011    | 16. května 2012 |
| 53           | 19        | Law & Murder                           | Smrtelné přelíčení              | Jeff Bleckner     | Terence Paul Winter | 28. března 2011    | 23. května 2012 |
| 54           | 20        | Slice of Death                         | Smrtící pizza                   | Steve Boyum       | Scott Williams      | 4. dubna 2011      | 30. května 2012 |
| 55           | 21        | The Dead Pool                          | Univerzitní šampion             | Paul Holahan      | Matt Pyken          | 11. dubna 2011     | 6. června 2012  |
| 56           | 22        | To Love and Die in L.A.                | Milovat a zemřít v L.A.         | John Terlesky     | Alexi Hawley        | 23. května 2011    | 13. června 2012 |
| 57           | 23        | Pretty Dead                            | Soutěž krásy                    | Jeff Bleckner     | Terri Miller        | 9. května 2011     | 20. června 2012 |
| 58           | 24        | Knockout                               | Knockout                        | Rob Bowman        | Will Beall          | 16. května 2011    | 27. června 2012 |

### Čtvrtá řada (2011–2012)
| Č. v seriálu | Č. v řadě | Původní název               | Český název              | Režie            | Scénář                           | Premiéra v USA     | Premiéra v ČR      |
| ------------ | --------- | --------------------------- | ------------------------ | ---------------- | -------------------------------- | ------------------ | ------------------ |
| 59           | 1         | Rise                        | Návrat                   | Rob Bowman       | Andrew W. Marlowe                | 19. září 2011      | 5. září 2012       |
| 60           | 2         | Heroes & Villains           | Hrdinové a zločinci      | Jeff Bleckner    | David Amann                      | 26. září 2011      | 12. září 2012      |
| 61           | 3         | Head Case                   | Hlavní je hlava          | Holly Dale       | David Grae                       | 3. října 2011      | 19. září 2012      |
| 62           | 4         | Kick the Ballistics         | Romeo a Julie po čínsku  | Rob Bowman       | Moira Kirland                    | 10. října 2011     | 26. září 2012      |
| 63           | 5         | Eye of the Beholder         | Pěst kapitalismu         | John Terlesky    | Shalisha Francis                 | 17. října 2011     | 3. října 2012      |
| 64           | 6         | Demons                      | Démoni                   | Bill Roe         | Rob Hanning                      | 24. října 2011     | 10. října 2012     |
| 65           | 7         | Cops & Robbers              | Bezpečnostní schránka    | Bryan Spice      | Terence Paul Winter              | 31. října 2011     | 17. října 2012     |
| 66           | 8         | Heartbreak Hotel            | Hotel plný vzpomínek     | Bill Roe         | Elizabeth Davis                  | 7. listopadu 2011  | 27. října 2012     |
| 67           | 9         | Kill Shot                   | Sniper                   | David M. Barrett | Alexi Hawley                     | 21. listopadu 2011 | 31. října 2012     |
| 68           | 10        | Cuffed                      | V poutech                | John Terlesky    | Terri Miller a Andrew W. Marlowe | 5. prosince 2011   | 7. listopadu 2012  |
| 69           | 11        | Till Death Do Us Part       | Dokud nás smrt nerozdělí | Jeff Bleckner    | David Grae                       | 9. ledna 2012      | 14. listopadu 2012 |
| 70           | 12        | Dial M for Mayor            | Spiknutí                 | Kate Woods       | Christine Boylan                 | 16. ledna 2012     | 21. listopadu 2012 |
| 71           | 13        | An Embarrassment of Bitches | Pes, přítel člověka      | Tom Wright       | Rob Hanning                      | 23. ledna 2012     | 28. listopadu 2012 |
| 72           | 14        | The Blue Butterfly          | Případ lovce pokladů     | Chuck Bowman     | Terence Paul Winter              | 6. února 2012      | 5. prosince 2012   |
| 73           | 15        | Pandora                     | Pandora                  | Bryan Spicer     | David Amann                      | 13. února 2012     | 12. prosince 2012  |
| 74           | 16        | Linchpin                    | Spouštěcí moment         | Rob Bowman       | Andrew W. Marlowe                | 20. února 2012     | 19. prosince 2012  |
| 75           | 17        | Once Upon A Crime           | Vraždy podle pohádky     | Jeff Bleckner    | Kate Sargeant                    | 27. února 2012     | 2. ledna 2013      |
| 76           | 18        | A Dance With Death          | Smrt tanečnice           | Kevin Hooks      | Moira Kirkland                   | 19. března 2012    | 9. ledna 2013      |
| 77           | 19        | 47 Seconds                  | 47 sekund                | Paul Holahan     | Shalisha Francis                 | 26. března 2012    | 16. ledna 2013     |
| 78           | 20        | The Limey                   | Mrtvá Angličanka         | Bill Roe         | Elizabeth Davis                  | 2. dubna 2012      | 23. ledna 2013     |
| 79           | 21        | Headhunters                 | Lovci hlav               | John Terlesky    | Alexi Hawley                     | 16. dubna 2012     | 30. ledna 2013     |
| 80           | 22        | Undead Again                | Živí mrtví               | Bill Roe         | Christine Boylan                 | 30. dubna 2012     | 6. února 2013      |
| 81           | 23        | Always                      | Navždy                   | Rob Bowman       | Terri Miller a Andrew W. Marlowe | 7. května 2012     | 13. února 2013     |

### Pátá řada (2012–2013)
| Č. v seriálu | Č. v řadě | Původní název                  | Český název               | Režie            | Scénář                                                  | Premiéra v USA     | Premiéra v ČR      |
| ------------ | --------- | ------------------------------ | ------------------------- | ---------------- | ------------------------------------------------------- | ------------------ | ------------------ |
| 82           | 1         | After the Storm                | Po bouři                  | Rob Bowman       | David Amann                                             | 24. září 2012      | 29. srpna 2013     |
| 83           | 2         | Cloudy with a Chance of Murder | Oblačno, místy vraždy     | Kate Woods       | Elizabeth Beall                                         | 1. října 2012      | 5. září 2013       |
| 84           | 3         | Secret's Safe with Me          | Tajemství neprozradím     | John Terlesky    | Terence Paul Winter                                     | 8. října 2012      | 12. září 2013      |
| 85           | 4         | Murder, He Wrote               | To je vražda, napsal      | Rob Bowman       | David Grae                                              | 15. října 2012     | 19. září 2013      |
| 86           | 5         | Probable Cause                 | Podezření                 | John Terlesky    | Andrew W. Marlowe                                       | 29. října 2012     | 26. září 2013      |
| 87           | 6         | The Final Frontier             | Nechť vás provází štěstí  | Jonathan Frakes  | Kate Sargeant                                           | 5. listopadu 2012  | 3. října 2013      |
| 88           | 7         | Swan Song                      | Poslední píseň            | David M. Barrett | Rob Hanning                                             | 12. listopadu 2012 | 10. října 2013     |
| 89           | 8         | After Hours                    | Po pracovní době          | David M. Barrett | Shalisha Francis                                        | 19. listopadu 2012 | 17. října 2013     |
| 90           | 9         | Secret Santa                   | Mrtvý Santa               | Paul Holahan     | Christine Roum                                          | 3. prosince 2012   | 24. října 2013     |
| 91           | 10        | Significant Others             | Důležití lidé             | Holly Dale       | Terence Paul Winter                                     | 7. ledna 2013      | 31. října 2013     |
| 92           | 11        | Under the Influence            | Pod vlivem                | John Terlesky    | Elizabeth Beall                                         | 14. ledna 2013     | 7. listopadu 2013  |
| 93           | 12        | Death Gone Crazy               | Hříšníkova smrt           | Bill Roe         | Jason Wilborn                                           | 21. ledna 2013     | 14. listopadu 2013 |
| 94           | 13        | Recoil                         | Chránit vraha             | Tom Wright       | námět: Rob Hanning a Cooper McMains scénář: Rob Hanning | 4. února 2013      | 21. listopadu 2013 |
| 95           | 14        | Reality Star Struck            | Vyostřeno na nože         | Larry Shaw       | David Grae                                              | 11. února 2013     | 28. listopadu 2013 |
| 96           | 15        | Target                         | Únos                      | Bill Roe         | David Amann                                             | 18. února 2013     | 3. prosince 2013   |
| 97           | 16        | Hunt                           | Jackson Hunt              | Rob Bowman       | Andrew W. Marlowe                                       | 25. února 2013     | 10. prosince 2013  |
| 98           | 17        | Scared to Death                | Smrt přichází ze záhrobí  | Ron Underwood    | Shalisha Francis                                        | 18. března 2013    | 17. prosince 2013  |
| 99           | 18        | The Wild Rover                 | Stará láska nerezaví      | Rob Hardy        | Terence Paul Winter                                     | 25. března 2013    | 24. prosince 2013  |
| 100          | 19        | The Lives of Others            | Životy jiných             | Larry Shaw       | Terri Miller a Andrew W. Marlowe                        | 1. dubna 2013      | 31. prosince 2013  |
| 101          | 20        | The Fast and the Furriest      | Rychlý a chlupatý         | Jonathan Frakes  | Christine Roum                                          | 15. dubna 2013     | 7. ledna 2014      |
| 102          | 21        | The Squab and the Quail        | Holubátko, nebo křepelku? | Paul Holohan     | námět: Jason Wilborn a Adam Frost scénář: Jason Wilborn | 22. dubna 2013     | 14. ledna 2014     |
| 103          | 22        | Still                          | Zatímco jsi stála         | Bill Roe         | Rob Hanning                                             | 29. dubna 2013     | 21. ledna 2014     |
| 104          | 23        | The Human Factor               | Lidský faktor             | Bill Roe         | David Amann                                             | 6. května 2013     | 28. ledna 2014     |
| 105          | 24        | Watershed                      | Na rozcestí               | John Terlesky    | Andrew W. Marlowe                                       | 13. května 2013    | 4. února 2014      |

### Šestá řada (2013–2014)
| Č. v seriálu | Č. v řadě | Původní název                  | Český název             | Režie          | Scénář                                                     | Premiéra v USA     | Premiéra v ČR      |
| ------------ | --------- | ------------------------------ | ----------------------- | -------------- | ---------------------------------------------------------- | ------------------ | ------------------ |
| 106          | 1         | Valkyrie                       | Valkýra                 | John Terlesky  | Rob Hanning                                                | 23. září 2013      | 22. července 2014  |
| 107          | 2         | Dreamworld                     | Říše snů                | Tom Wright     | David Grae                                                 | 30. září 2013      | 29. července 2014  |
| 108          | 3         | Need to Know                   | Smrt televizní hvězdy   | Larry Shaw     | Elizabeth Beall                                            | 7. října 2013      | 5. srpna 2014      |
| 109          | 4         | Number One Fan                 | Největší fanynka        | John Terlesky  | Terence Paul Winter                                        | 14. říjns 2013     | 12. srpna 2014     |
| 110          | 5         | Time Will Tell                 | Čas ukáže               | Rob Bowman     | Terri Miller a Andrew W. Marlowe                           | 21. října 2013     | 19. srpna 2014     |
| 111          | 6         | Get a Clue                     | Lovci pokladů           | Holly Dale     | Christine Roum                                             | 28. října 2013     | 26. srpna 2014     |
| 112          | 7         | Like Father, Like Daughter     | Jaký otec, taková dcera | Paul Holohan   | Marc Dube                                                  | 4. listopadu 2013  | 2. září 2014       |
| 113          | 8         | A Murder is Forever            | Vražda je věčná         | Bill Roe       | Chad Gomez Creasey a Dara Resnik Creasey                   | 11. listopadu 2013 | 9. září 2014       |
| 114          | 9         | Disciple                       | Podoba není náhodná     | Rob Bowman     | David Amann                                                | 18. listopadu 2013 | 16. září 2014      |
| 115          | 10        | The Good, the Bad and the Baby | Hodný, zlý a nemluvně   | John Terlesky  | Terri Miller                                               | 25. listopadu 2013 | 23. září 2014      |
| 116          | 11        | Under Fire                     | V žáru                  | Paul Holahan   | Andrew W. Marlowe a David Amann                            | 6. ledna 2014      | 30. září 2014      |
| 117          | 12        | Deep Cover                     | V utajení               | Tom Wright     | Terence Paul Winter                                        | 13. ledna 2014     | 7. října 2014      |
| 118          | 13        | Limelight                      | Středem pozornosti      | Bill Roe       | Rob Hanning                                                | 20. ledna 2014     | 14. října 2014     |
| 119          | 14        | Dressed to Kill                | Zemřít pro módu         | Jeannot Szwarc | Elizabeth Beall                                            | 3. února 2014      | 21. října 2014     |
| 120          | 15        | Smells Like Teen Spirit        | Telekineze              | Kevin Hooks    | Chad Gomez Creasey a Dara Resnik Creasey                   | 17. února 2014     | 28. října 2014     |
| 121          | 16        | Room 147                       | Pokoj 147               | Bill Roe       | Adam Frost                                                 | 24. února 2014     | 28. října 2014     |
| 122          | 17        | In the Belly of the Beast      | Smrt na jazyku          | Rob Bowman     | Andrew W. Marlowe a David Amann                            | 3. března 2014     | 11. listopadu 2014 |
| 123          | 18        | The Way of the Ninja           | Dva ninjové             | Larry Shaw     | námět: Christine Roum a Shawn Waugh scénář: Christine Roum | 17. března 2014    | 18. listopadu 2014 |
| 124          | 19        | The Greater Good               | Ve vyšším zájmu         | Holly Dale     | David Grae                                                 | 24. března 2014    | 25. listopadu 2014 |
| 125          | 20        | That '70s Show                 | Zlatá sedmdesátá        | John Terlesky  | David Amann                                                | 21. dubna 2014     | 2. prosince 2014   |
| 126          | 21        | Law & Boarder                  | Prkno a pořádek         | Tom Wright     | Jim Adler                                                  | 28. dubna 2014     | 9. prosince 2014   |
| 127          | 22        | Veritas                        | Pravda                  | Rob Bowman     | Rob Hanning a Terence Paul Winter                          | 5. března 2014     | 16. prosince 2014  |
| 128          | 23        | For Better or Worse            | V dobrém i zlém         | John Terlesky  | Terri Miller a Andrew W. Marlowe                           | 12. května 2014    | 23. prosince 2014  |

### Sedmá řada (2014–2015)
| Č. v seriálu | Č. v řadě | Původní název                | Český název                   | Režie             | Scénář                                   | Premiéra v USA     | Premiéra v ČR      |
| ------------ | --------- | ---------------------------- | ----------------------------- | ----------------- | ---------------------------------------- | ------------------ | ------------------ |
| 129          | 1         | Driven                       | Unesený                       | Rob Bowman        | David Amann                              | 29. září 2014      | 7. července 2015   |
| 130          | 2         | Montreal                     | Montrealská stopa             | Alrick Riley      | Andrew W. Marlowe                        | 6. října 2014      | 14. července 2015  |
| 131          | 3         | Clear and Present Danger     | Bezprostřední nebezpečí       | Kate Woods        | Chad Gomez Creasey a Dara Resnik Creasey | 13. října 2014     | 21. července 2015  |
| 132          | 4         | Child's Play                 | Dětská hra                    | Rob Bowman        | Rob Hanning                              | 20. října 2014     | 28. července 2015  |
| 133          | 5         | Meme is Murder               | Vrah v síti                   | Bill Roe          | Jim Adler                                | 27. října 2014     | 4. srpna 2015      |
| 134          | 6         | The Time of Our Lives        | Paralelní svět                | Paul Holahan      | Terri Edda Miller                        | 10. listopadu 2014 | 11. srpna 2015     |
| 135          | 7         | Once Upon a Time in the West | Tenkrát na západě             | Alrick Riley      | Terence Paul Winter                      | 17. listopadu 2014 | 18. srpna 2015     |
| 136          | 8         | Kill Switch                  | Spínač                        | Jeannot Szwarc    | David Amann                              | 24. listopadu 2014 | 25. srpna 2015     |
| 137          | 9         | Last Action Hero             | Poslední akční hrdina         | Paul Holahan      | Christine Roum                           | 1. prosince 2014   | 1. září 2015       |
| 138          | 10        | Bad Santa                    | Zlý Santa                     | Bill Roe          | Chad Gomez Creasey a Dara Resnik Creasey | 8. prosince 2014   | 8. září 2015       |
| 139          | 11        | Castle, P.I.                 | Castleova detektivní kancelář | Milan Cheylov     | Rob Hanning                              | 12. ledna 2015     | 15. září 2015      |
| 140          | 12        | Private Eye Caramba!         | Případ ztracené kabelky       | Hanelle Culpepper | Adam Frost                               | 19. ledna 2015     | 22. září 2015      |
| 141          | 13        | I, Witness                   | Já, svědek                    | Tom Wright        | Terence Paul Winter a Amanda Johns       | 2. února 2015      | 29. září 2015      |
| 142          | 14        | Resurrection                 | Vzkříšení                     | Bill Roe          | David Amann                              | 9. února 2015      | 6. října 2015      |
| 143          | 15        | Reckoning                    | Zúčtování                     | Rob Bowman        | Andrew W. Marlowe                        | 16. února 2015     | 13. října 2015     |
| 144          | 16        | The Wrong Stuff              | Mise na Mars                  | Paul Holahan      | Terri Miller                             | 23. února 2015     | 20. října 2015     |
| 145          | 17        | Hong Kong Hustle             | Posila z Hongkongu            | Jann Turner       | Chad Gomez Creasey                       | 16. března 2015    | 27. října 2015     |
| 146          | 18        | At Close Range               | Tváří v tvář smrti            | Bill Roe          | Jim Adler                                | 23. března 2015    | 3. listopadu 2015  |
| 147          | 19        | Habeas Corpse                | Smrt právníka                 | Kate Woods        | Rob Hanning                              | 30. března 2015    | 10. listopadu 2015 |
| 148          | 20        | Sleeper                      | Spáč                          | Paul Holahan      | David Amann                              | 20. dubna 2015     | 17. listopadu 2015 |
| 149          | 21        | In Plane Sight               | Hrozba ve vzduchu             | Bill Roe          | Dara Resnik Creasey                      | 27. dubna 2015     | 24. listopadu 2015 |
| 150          | 22        | Dead from New York           | Mrtví z New Yorku             | Jeannot Szwarc    | Terence Paul Winter                      | 4. května 2015     | 1. prosince 2015   |
| 151          | 23        | Hollander's Wood             | Holanďanův les                | Paul Holahan      | Andrew W. Marlowe a Terri Miller         | 11. května 2015    | 8. prosince 2015   |

### Osmá řada (2015–2016)
| Č. v seriálu | Č. v řadě | Původní název               | Český název                 | Režie             | Scénář                                          | Premiéra v USA     | Premiéra v ČR      |
| ------------ | --------- | --------------------------- | --------------------------- | ----------------- | ----------------------------------------------- | ------------------ | ------------------ |
| 152          | 1         | XY                          | Hledá se Beckettová         | Rob Bowman        | Terence Paul Winter a Alexi Hawley              | 21. září 2015      | 25. října 2016     |
| 153          | 2         | XX                          | Láska je přítěž             | Paul Holahan      | Terence Paul Winter a Alexi Hawley              | 28. září 2015      | 1. listopadu 2016  |
| 154          | 3         | PhDead                      | Studentova smrt             | Rob Bowman        | Chad Gomez Creasey                              | 5. října 2015      | 8. listopadu 2016  |
| 155          | 4         | What Lies Beneath...        | Pod povrchem                | Larry Shaw        | Barry O'Brien                                   | 12. října 2015     | 15. listopadu 2016 |
| 156          | 5         | The Nose                    | Pachová stopa               | Steve Robin       | Nancy Kiu                                       | 19. října 2015     | 22. listopadu 2016 |
| 157          | 6         | Cool Boys                   | Životní vzor                | Paul Holahan      | Alexi Hawley                                    | 9. listopadu 2015  | 29. listopadu 2016 |
| 158          | 7         | The Last Seducation         | Svůdce                      | John Terlesky     | Rob Hanning                                     | 16. listopadu 2015 | 6. prosinec 2016   |
| 159          | 8         | Mr. & Mrs. Castle           | Pan a paní Castleovi        | Jeff Bleckner     | Christine Roum                                  | 23. listopadu 2015 | 13. prosince 2016  |
| 160          | 9         | Tone Death                  | Krvavý sníh                 | Hanelle Culpepper | Robert Bella                                    | 8. února 2016      | 20. prosince 2016  |
| 161          | 10        | Witness for the Prosecution | Svědek obžaloby             | Bill Roe          | Terence Paul Winter                             | 14. února 2016     | 27. prosince 2016  |
| 162          | 11        | Dead Red                    | Rudá smrt                   | Jeannot Szwarc    | Jim Adler                                       | 15. února 2016     | 3. ledna 2017      |
| 163          | 12        | The Blame Game              | Hra na vinu                 | Jessica Yu        | Michal Zebede                                   | 22. února 2016     | 10. ledna 2017     |
| 164          | 13        | And Justice For All         | Spravedlnost pro všechny    | Kate Woods        | Adam Frost                                      | 29. února 2016     | 17. ledna 2017     |
| 165          | 14        | G.D.S.                      | Spolek největších detektivů | John Terlesky     | Alexi Hawley                                    | 7. března 2016     | 24. ledna 2017     |
| 166          | 15        | Fidelis Ad Mortem           | Věrnost až za hrob          | Rob Bowman        | Chad Gomez Creasey                              | 21. března 2016    | 31. ledna 2017     |
| 167          | 16        | Heartbreaker                | Zlomené srdce               | Tom Wright        | Barry O'Brien                                   | 4. dubna 2016      | 7. února 2017      |
| 168          | 17        | Death Wish                  | Tři přání                   | Bill Roe          | Stephanie Hicks                                 | 11. dubna 2016     | 14. února 2017     |
| 169          | 18        | Backstabber                 | Nůž v zádech                | Jessica Yu        | Robert Bella                                    | 18. dubna 2016     | 21. února 2017     |
| 170          | 19        | Dead Again                  | Znovu po smrti              | Bill Roe          | Rob Hanning                                     | 25. dubna 2016     | 28. února 2017     |
| 171          | 20        | Much Ado About Murder       | Mnoho povyku pro vraždu     | Hanelle Culpepper | Christine Roum                                  | 2. května 2016     | 7. března 2017     |
| 172          | 21        | Hell to Pay                 | Peklo na střeše             | John Terlesky     | námět: Jim Adler scénář: Adam Frost a Nancy Kiu | 9. května 2016     | 14. března 2017    |
| 173          | 22        | Crossfire                   | Křížová palba               | Rob Bowman        | Alexi Hawley a Terence Paul Winter              | 16. května 2016    | 21. března 2017    |